# La Chapelle-sous-Dun
La Chapelle-sous-Dun é uma comuna francesa na região administrativa de Borgonha-Franco-Condado, no departamento Saône-et-Loire. Estende-se por uma área de 8,58 km². Em 2010 a comuna tinha 453 habitantes (densidade: 52,8 hab./km²).